# 湯士選
湯士選（葡萄牙語：Alexandre de Gouveia，1751年11月6日—1808年7月6日），天主教来华传教士，曾任北京主教、钦天监监正等职。

## 生平
1751年湯士選出生于葡萄牙埃武拉，年轻时就学于埃武拉大学，期间参加錯誤：語言代碼「Third Order Regular of Saint Francis of Penance」不存在。在埃武拉大学毕业后，正式加入圣方济会，并在科英布拉大學取得数学博士学位。1782年葡萄牙女王玛丽亚一世选任其为北京教区主教，意在解决教廷无视葡萄牙在东方护教权任命意大利主教的争端，同时寄希望其抵达北京后解决葡萄牙和中国在澳门的争端。湯士選于1783年4月从葡萄牙首都里斯本启程，1784年7月28日抵达澳门，1785年11月8日抵达北京。抵达北京之后，由于教禁等原因没有公开主教身份，在钦天监工作至1807年。本人持反英立场，在英国图占澳门和马戛尔尼使团来华二事上试图从中作梗。汤士选在马戛尔尼访华时曾经私下找到使团，坦言自己不会天文历算，主要依靠巴黎每年出版的《天文历书》应付工作，但是在1792年法国大革命爆发之后就无法获取到这本书，最后使团交给他一本记载到1800年的航海历书。1808年病逝于北京南堂，賜葬柵欄教堂。